# Вульвит
Вульвит — воспаление наружных женских половых органов (вульва, латин. vulva). Чаще развивается вторично в результате раздражения вульвы патологическими выделениями из влагалища. У девочек характерно сочетание вульвита и воспаления влагалища (вульвовагинит). Вульвит проявляется жжением и зудом, болезненностью при ходьбе и мочеиспускании. Чаще всего причиной возникновения становятся возбудители инфекций, такие как стафилококки, стрептококки и хламидии.

## Факторы, которые располагают к возникновению заболевания
- Повреждения на коже или слизистой на фоне снижения иммунитета;
- Недостаточная гигиена половых органов;
- Слишком тесное и синтетическое нижнее белье;
- Прием антибиотиков в течение долгого времени;
- Гормональные нарушения;
- Недержание мочи;
- Повреждения кожи при псориазе или повышенной потливости.

## Симптомы
Вульвит в зависимости от скорости проявления симптомов разделяют на острый и хронический. Для острого протекания болезни характерны такие симптомы:
- возникновение язв на коже;
- зуд;
- боль при движении и прикосновениях;
- серозно-гнойные выделения со неприятным запахом;
- увеличение лимфоузлов;
- бессонница и нервозность.

При хроническом вульвите возникают такие симптомы, как небольшая отечность, жжение, дискомфорт в паху, покраснение кожи. 
После прохождения острой стадии заболевания эрозии заживают меняя форму половых органов, у девочек могут появиться сращивания.

## Лечение
Лечение заболевания включает в себя несколько направлений. Не медикаментозная терапия включает в себя диету, при которой больной необходимо ограничить употребление соленого, острого и жареного, исключить спиртные напитки. Также пациентке рекомендуется носить нижнее белье из натуральных тканей, уделить особое внимание личной гигиене и временно отказаться от секса. Если у интимного партнера будут обнаружены признаки заболевания, то ему надо обратиться к урологу и пройти соответствующее лечение. 
В медикаментозном лечении вульвита используются  антибактериальные лекарства местного и системного действия. Препарат выбирают по результатам бактериологического исследования. При лечении могут использоваться: антигистаминные средства, чтобы уменьшить отечность и снять зуд; противогрибковые средства в виде суппозиториев или таблеток; гормональные препараты. В случае формирования гнойников в паховой области возможно их удаление хирургическим путем.
Осложнения вульвита опасны в основном тем, что могут вести к бесплодию. К профилактике этого заболевания относится здоровый образ жизни, отсутствие незащищенной близости с незнакомыми людьми, а также укрепление иммунитета.  